# Sånger vid Järnvägsmissionens möten
Sånger vid Järnvägsmissionens möten är ett litet häfte med sånger, tryckt 1962, omfattar 75 sånger. Första utgåvan var 1944. En annan utgåva skedde 1962. Denna trycktes på Vårgårda tryckeri, hade nummer 3043 och kostade 1 krona.